# Fotogramas de Plata 1983
La 34a cerimònia de lliurament dels Premis Fotogramas de Plata corresponents a 1983, lliurats per la revista espanyola especialitzada en cinema Fotogramas, va tenir lloc al cine Callao de Madrid el 27 de febrer de 1984 i fou presentada per Charo López i José Sacristán.

## Candidatures

### Millor pel·lícula espanyola
| Pel·lícula | Director     | Resultat   |
| ---------- | ------------ | ---------- |
| El sur     | Víctor Erice | Guanyadora |

### Millor pel·lícula estrangera
| Pel·lícula         | Director     | Resultat   |
| ------------------ | ------------ | ---------- |
| A la ciutat blanca | Alain Tanner | Guanyadora |

### Millor actriu de cinema
| Actriu            | Pel·lícula                   | Resultat   |
| ----------------- | ---------------------------- | ---------- |
| Icíar Bollaín     | El sur                       | Candidata  |
| Laura del Sol     | Carmen                       | Candidata  |
| Assumpta Serna    | Soldados de plomo            | Candidata  |
| Julieta Serrano   | Entre tinieblas              | Candidata  |
| Amparo Soler Leal | Bearn o La sala de les nines | Guanyadora |

### Millor actor de cinema
| Actor                 | Pel·lícula                            | Resultat  |
| --------------------- | ------------------------------------- | --------- |
| Imanol Arias          | Bearn o La sala de les nines          | Candidat  |
| Xabier Elorriaga      | Victòria! La gran aventura d'un poble | Candidat  |
| Fernando Fernán Gómez | Soldados de plomo                     | Candidat  |
| Eusebio Poncela       | El arreglo                            | Candidat  |
| Francisco Rabal       | Truhanes                              | Guanyador |

### Millor intèrpret de televisió
| Intèrpret       | Sèrie de televisió   | Resultat   |
| --------------- | -------------------- | ---------- |
| Imanol Arias    | Anillos de oro       | Candidat   |
| Ana Diosdado    | Anillos de oro       | Guanyadora |
| Verónica Forqué | El jardín de Venus   | Candidata  |
| Ana Marzoa      | Anillos de oro       | Candidata  |
| Àngels Moll     | Vídua, però no gaire | Candidata  |

### Millor intèrpret de teatre
| Intèrpret/Companyia | Muntatge                        | Resultat   |
| ------------------- | ------------------------------- | ---------- |
| Dagoll Dagom        | Glups!                          | Candidata  |
| Núria Espert        | La tempestad                    | Candidata  |
| Amparo Rivelles     | El caso de la mujer asesinadita | Candidata  |
| Esperanza Roy       | Aquí no paga nadie              | Guanyadora |
| Victoria Vera       | La chica del asiento de atrás   | Candidata  |